# Missulena faulderi
Espèce
Missulena faulderi est une espèce d'araignées mygalomorphes de la famille des Actinopodidae.

## Distribution
Cette espèce est endémique d'Australie-Occidentale. Elle se rencontre dans le Pilbara.

## Étymologie
Cette espèce est nommée en l'honneur de Richard J. Faulder.

## Publication originale
- Harms & Framenau, 2013 : New species of mouse spiders (Araneae: Mygalomorphae: Actinopodidae: Missulena) from the Pilbara region, Western Australia. Zootaxa, no 3637 (5), p. 521-540.